# Дмитровский историко-этнографический музей
Дмитро́вский историко-этнографический музей находится в городе Дмитровске Орловской области России.

## Описание
В послевоенные годы во многих районных школах Дмитровского района создавались краеведческие уголки и школьные музеи. Все собранные в них материалы отражали в основном историю Великой Отечественной войны. Создание районного отделения Всероссийского общества охраны памятников истории и культуры (ВООПиК) явилось объединительным началом создания единого центра по ведению краеведческой работы. У истоков создания будущего музея и собирания экспонатов стояли краевед-энтузиаст бывший фронтовик Иван Митрофанович Жудин, который стал первым директором на общественных началах и председатель ВООПиК Тамара Семёновна Ливанова. Она добилась от городского совета народных депутатов строительства в городском парке им. Кантемира небольшого здания площадью 85 м² под будущий музей. 2 января 1973 года считается днём начала создания музея. В этот день был создан общественный совет музея.
Экспонаты собирали по сельским школам, по организациям. Люди приносили в музей фотографии, документы, вещи. Много сохранилось письменных документов по истории Дмитровского края начиная с XVIII века, с момента пожалования Петром I вотчины в Комарицкой волости молдавскому господарю Дмитрию Кантемиру и основания Дмитровска. Музейный фонд увеличивался и к имеющемуся зданию была сделана пристройка площадью 90 м². Первой была создана экспозиция, посвящённая Великой Отечественной войне. В 1978 году приказом по Орловскому областному Управлению культуры Дмитровскому краеведческому музею было присвоено название Дмитровского народного музея. Официальное открытие музея состоялось в 1979 году, но музей оставался общественным учреждением.
В 1985 году за большую патриотическую работу среди молодёжи Министерством Культуры РСФСР и ЦК профсоюза музею был присуждён диплом 2-й степени. В 1987 году музей был переименован в Историко-этнографический и преобразован в филиал Орловского областного краеведческого музея. В настоящее время (2017) музей является самостоятельным муниципальным учреждением Дмитровского района.